# Chrysometa calima
Chrysometa calima este o specie de păianjeni din genul Chrysometa, familia Tetragnathidae, descrisă de Lévi, 1986.
Este endemică în Columbia. Conform Catalogue of Life specia Chrysometa calima nu are subspecii cunoscute.